# ギブロ
株式会社ギブロは、かつて存在したゲームソフトウェア制作会社。旧名はアルマニック。代表取締役の富山徳之を筆頭に「ゲームとアニメの融合」をコンセプトにゲーム製作を手がけた。
2Dグラフィックを主体に、プレイヤーがアニメの世界に参加できるような独特のゲームシステムを設計するのが特徴。代表作は『ワンダープロジェクトJ』シリーズ。1997年に発売された『七ツ風の島物語』を最後に倒産した。

## 作品リスト
- CBキャラウォーズ 失われたギャ〜グ（スーパーファミコン）
- 46億年物語 はるかなるエデンへ（スーパーファミコン）
- マジン・サーガ（メガドライブ）
- 紫炎 ザ・ブレイドチェイサー（スーパーファミコン）
- 新・熱血硬派くにおたちの挽歌（スーパーファミコン）
- ワンダープロジェクトJ 機械の少年ピーノ（スーパーファミコン）
- サイバーブロール（スーパー32X）
- ワンダープロジェクトJ2 コルロの森のジョゼット（NINTENDO 64）
- 七ツ風の島物語（セガサターン）